# Domenico Loria
Domenico Loria  (né le 3 janvier 1981 à Bari, dans les Pouilles) est un coureur cycliste italien. Il a un frère jumeau Eugenio.

## Palmarès
- 2004
  - 2e du Trofeo Comune di Lamporecchio
- 2005
  - 3e du championnat d'Italie élites sans contrat
- 2007
  - 1re, 2e et 5e étapes du Tour du Sénégal
- 2008
  - 1re étape du Grand Prix cycliste de Gemenc
  - 3e du GP P-Nívó

## Classements mondiaux
| Année           | 2006 | 2007 | 2008 | 2009 | 2010  |
| --------------- | ---- | ---- | ---- | ---- | ----- |
| UCI Africa Tour |      | 31e  |      |      |       |
| UCI Europe Tour | 550e | 800e | 332e | 609e | 1031e |